# Russischsprachige Wikipedia

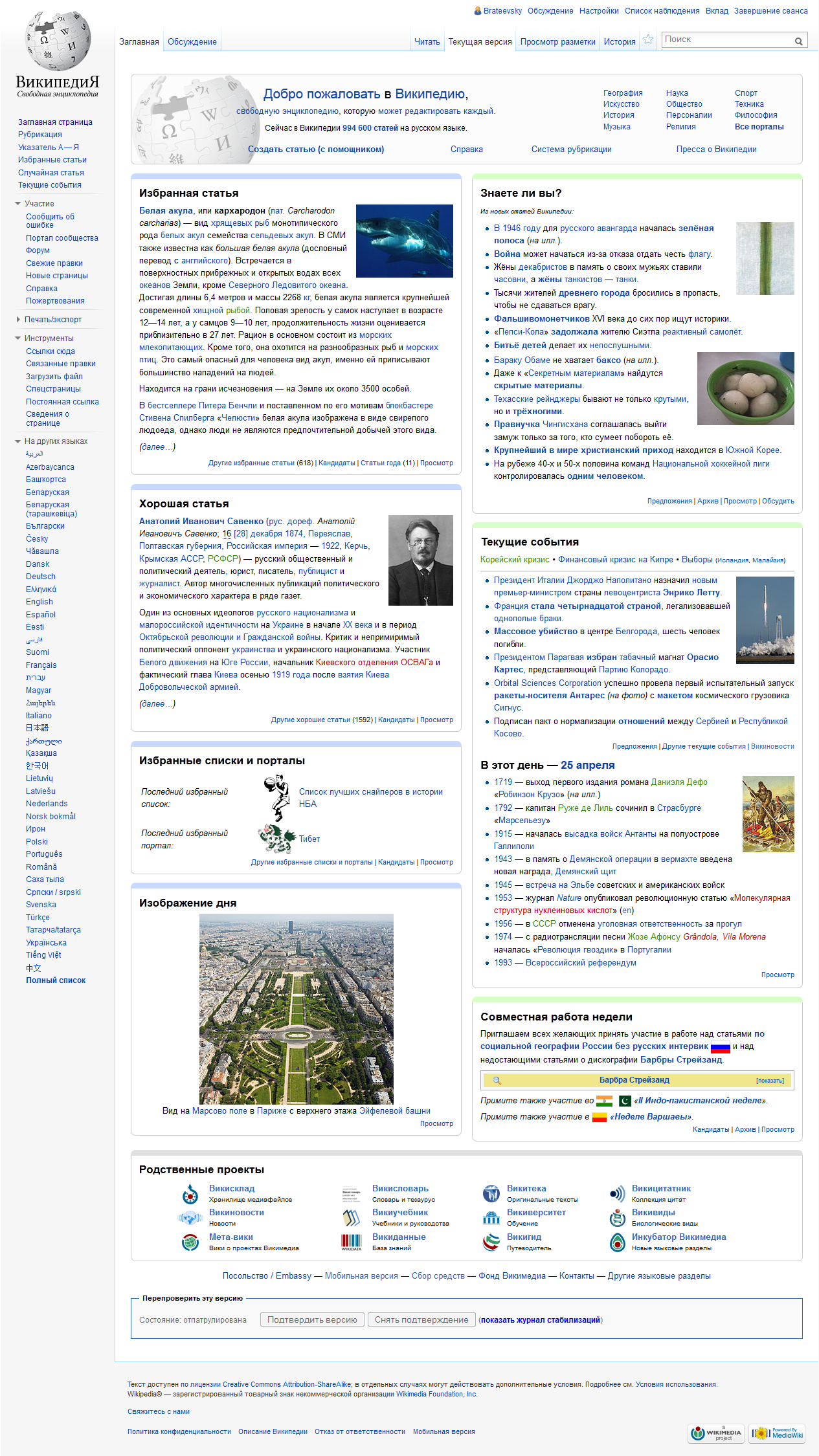
Hauptseite der russischsprachigen Wikipedia am 25. April 2013

Die russischsprachige Wikipedia (russisch Русскоязычная Википедия, auch Русская Википедия) ist die Ausgabe der freien Online-Enzyklopädie Wikipedia in russischer Sprache.
Mit mehr als 1,8 Millionen Artikeln ist sie im August 2022 die siebtgrößte Sprachversion der Wikipedia und die größte Ausgabe in einer slawischen Sprache. Im August 2022 zählte die russischsprachige Wikipedia über 3 Millionen Benutzerkonten. Von den angemeldeten Benutzern sind 10.552 aktive Benutzer und 77 Administratoren. In puncto Gesamtnutzung liegt sie nach der englisch- und deutschsprachigen auf Platz drei der meistgelesenen Sprachausgaben der Wikipedia.
Die russischsprachige Wikipedia ist in allen Mitgliedsstaaten der Gemeinschaft Unabhängiger Staaten die meistgelesene Ausgabe der Wikipedia und in zahlreichen weiteren Ländern ebenfalls stark frequentiert, darunter etwa in Georgien, Estland, Lettland, Litauen, Kasachstan, Israel und der Ukraine.

## Geschichte

Länder, in denen die russischsprachige Wikipedia im Februar 2021 die meistgenutzte Wikipedia-Sprachversion war.

Die russischsprachige Wikipedia wurde im Mai 2001 gegründet, entwickelte sich in den ersten Jahren ihres Bestehens jedoch nur sehr langsam und stand zudem längere Zeit mit dem ähnlichen Projekt WikiSnanije („WikiWissen“) in Konkurrenz. Der erste Beitrag, der am 24. Mai 2001 veröffentlicht wurde, bestand aus einem Satz: „Россия — великая страна“ (übersetzt etwa „Russland ist ein tolles Land“).

### Wachstum
Am 30. Dezember 2004 wurde der 10.000. Artikel veröffentlicht. Seit 2005 wuchs die russischsprachige Wikipedia stark und entwickelte sich zu einer der größten Sprachversionen der Wikipedia. Hinsichtlich Artikelzahl hat die russischsprachige Wikipedia seitdem zahlreiche andere Sprachversionen überholt. Im August 2006 hatte sie über 100.000 Artikel, im September 2007 wurden 200.000 Artikel verzeichnet. Im Mai 2008 lag die russischsprachige Wikipedia hinsichtlich Artikelzahl an zehnter Stelle der Wikipedia-Sprachversionen. Im Februar 2010 überschritt sie die Marke von 500.000 Artikeln, im April 2011 waren es 700.000, im September 2012 mehr als 900.000 Artikel. Im Dezember 2012 überholte sie sowohl die spanisch- als auch die polnischsprachige Wikipedia und war zu dem Zeitpunkt hinter der italienischsprachigen Wikipedia die sechstgrößte Ausgabe der Onlineenzyklopädie. Sie hat insgesamt etwa über eine Million registrierte Benutzer. Am 11. Mai 2013 erreichte die russischsprachige Wikipedia schließlich die Marke von über einer Million Artikeln.

### Auszeichnungen
In den Jahren 2006, 2007, 2009 und 2010 gewann die russischsprachige Wikipedia den Runet-Preis in der Kategorie „Wissenschaft und Bildung“.

### Interne Qualitätskontrolle
Nach den verfügbaren internen Qualitätsindikatoren gehört die russischsprachige Wikipedia zu den führenden Sprachversionen. Nach der „Depth“-Kennzahl, die die Häufigkeit der Bearbeitungen von Artikeln und die Arbeit rund um die Artikel (Diskussionen, Navigationsschablonen, Projekte) angibt, belegt die russischsprachige Wikipedia Platz sechs unter den zwanzig führenden sprachlichen Ausgaben. Gemessen an der „Liste der Artikel, die jede Sprachversion haben sollte“, liegt sie auf Platz zwei mit einem geringen Rückstand zum ersten Platz.
In der russischsprachigen Ausgabe gibt es Seiten, auf denen Benutzer die enzyklopädische Qualität ihrer geschriebenen Artikel von anderen Benutzern bewerten lassen können. Artikel von besonders hoher Qualität können nach einer Nominierung den Status eines „auserwählten Artikels“ oder eines „guten Artikels“ bekommen. Zum 11. Mai 2013 hatte die russischsprachige Wikipedia 622 „auserwählte“ und 1602 „gute“ Artikel. Außerdem hatte sie 422 „auserwählte“ Listen und Portale. Wie in der deutschsprachigen Ausgabe sorgt in der russischsprachigen Wikipedia der Mechanismus der Sichtungen dafür, dass nur jene Bearbeitungen als stabile Artikelversion zu sehen sind, die von etablierten Nutzern („Sichtern“) überprüft wurden.

### Streit um Internetzensur
Im Juli 2012 war die russischsprachige Wikipedia aus Protest gegen geplante Internet-Zensurmaßnahmen in Russland (Staatsduma-Gesetzentwurf 89417-6) für 24 Stunden nicht erreichbar. Nach offizieller Darstellung diente der Gesetzesentwurf der Bekämpfung von Kinderpornographie und Terrorismus, nach Ansicht von Wikimedia Russland ist er jedoch zu vage formuliert und öffne weitreichende Möglichkeiten zur willkürlichen Zensur im Internet. Dieser „Streik“ der russischen Wikipedia wurde nachträglich im Rahmen des Schiedsgerichts der russischen Wikipedia als grob regelwidrig beurteilt. Die dafür verantwortlichen Administratoren der russischen Wikipedia haben nach der Schiedsgerichtsentscheidung ihre Administratorrechte verloren.
Am 25. August 2015 kam es zu einer kurzzeitigen Sperrung des Internet-Zugangs zu Wikipedia, die aber nur in Teilen Russlands wirksam war. Ein russisches Gericht hatte die Sperrung eines Artikels über Charas (eine indische Form von Haschisch) aufgrund Verstoßes gegen Rauschmittelbestimmungen verfügt. Die Anordnung wurde nach kurzer Zeit wieder aufgehoben. Von Kritikern der Medienpolitik der russischen Regierung wurde die Vermutung geäußert, dass dies möglicherweise ein Testfall gewesen sei. Den russischen Behörden, die mit der Internet-Überwachung befasst seien, sei das sichere Hypertext-Übertragungsprotokoll HTTPS, das von Wikipedia, Facebook und Gmail verwendet wird, ein Dorn im Auge, da es durch das Überwachungsprogramm SORM, das vom russischen Inlandsgeheimdienst FSB verwendet wird, nicht zu decodieren sei. Die Sperrung einzelner Seiten von Servern, die das HTTPS-Protokoll verwendeten, führe dazu, dass manche Anbieter von Telekommunikationsdiensten die gesamten Webseiteninhalte des HTTPS-Servers nicht mehr anbieten könnten und eventuell auf ein nicht sicheres Hypertext-Übertragungsprotokoll ausweichen müssten. Am 1. September 2015 trat außerdem in Russland eine Verordnung in Kraft, die Anbieter von Internetdiensten, wie Facebook dazu verpflichtet, sämtliche Daten von russischen Nutzern auf Servern in Russland zu speichern (siehe Runet). Auch hier wurden Befürchtungen geäußert, dass sich die russischen Behörden damit den Zugriff auf Nutzerdaten sichern wollten. Am 1. November 2019 trat ein Gesetz über ein „unabhängiges Internet“ unter staatlicher Kontrolle in Kraft.
Im November 2019 forderte Präsident Putin, die Wikipedia durch ein einheimisches Onlinelexikon zu ersetzen, in der „verlässliche Informationen“ auf „moderne Weise“ präsentiert werden sollen. Für die Schaffung dieser Alternative sollen umgerechnet 24 Mio. Euro bereitgestellt werden. Bestrebungen für eine solche russische Online-Enzyklopädie gibt es schon seit Jahren.
Während der Invasion in der Ukraine durch die Russische Föderation 2022 drohte die Zensurbehörde Roskomnadsor, die Wikipedia aufgrund ihres Artikels zu diesem Thema zu sperren, falls nicht unter anderem die darin enthaltenen Informationen über Kriegsopfer entfernt würden. Zuvor waren bereits Echo Moskwy und Doschd gesperrt und die Ladegeschwindigkeit von Twitter gedrosselt worden.
Am 11. März 2022 wurde der Blogger und Wikipedianer Mark Bernstein in Minsk verhaftet, weil er „gefälschtes antirussisches Material“ vertreibe.
Im April 2022 kündigte die russische Regierung der Wikimedia-Foundation hohe Geldstrafen an, falls bestimmte von offizieller russischer Seite als „Falschinformationen“ bezeichnete Inhalte nicht entfernt würden.
Am 1. November 2022 verhängte ein russisches Gericht eine Geldstrafe in Höhe von 2 Millionen Rubel gegen Wikimedia, weil sie sich geweigert hatte, zwei beanstandete Artikel in der russischen Wikipedia zu löschen. Am 28. Februar 2023 folgte eine weitere Geldstrafe in derselben Höhe, nachdem Wikimedia erneut der Aufforderung nicht nachgekommen war, Inhalte zu löschen, die von den Behörden als „Fehlinformationen“ bezeichnet worden waren.
2023 wurde unter der Leitung von Wladimir Medeiko mit der Website Ruwiki ein russischer Klon der Wikipedia gestartet.